# Майда Мехмедович
Майда Мехмедович  (серб. Мајда Мехмедовић, 25 травня 1990) — чорногорська гандболістка, олімпійська медалістка.

## Виступи на Олімпіадах
| Олімпіада   | Дисципліна | Місце |
| ----------- | ---------- | ----- |
| Лондон 2012 | гандбол    | 2     |